# 潘永因
潘永因（?—?），字長吉，江蘇常熟（今江蘇省常熟市人），清朝作家。
潘永元之弟。康熙元年因通海案逃至平陵，隱居著书。編有《宋稗類鈔》。